# Босий Павло Іванович
Павло Іванович Босий (1902, Єлисаветградівка — 1975) — радянський воєначальник, генерал-майор прикордонних військ.

## Біографія
Народився в 1902 році в селі Єлисаветградівці (тепер Луганської області). Українець. З 1924 року в прикордонних військах. Член ВКП(б) з 1925 року.
З травня 1941 року — начальник 94-го прикордонного загону у Сколе, з червня 1941 року — начальник охорони військового тилу 38-ї армії. У липні 1941 року на посаді командира зведеного загону прикордонників брав участь у боях в районі Попільні, Сквири, Білої Церкви. В районі села Устинівки потрапив в оточення, був контужений, але з невеликою групою бійців вирвався до своїх. У вересні 1941 року — знову командир 94-го прикордонного загону, керував обороною міста Лубен.
У 1942 році — командир 92-го прикордонного полку військ НКВС з охорони тилу Південно-Західного фронту, начальник 1-го відділу Управління прикордонних військ НКВС з охорони тилу Південного фронту, заступник начальника штабу Управління військ НКВС з охорони тилу Північно-Кавказького фронту, начальник штабу Управління військ НКВС з охорони тилу Чорноморської групи військ Закавказького фронту, в 1943 році — начальник штабу Управління військ НКВС з охорони тилу Північно-Кавказького фронту. З грудня 1943 року — начальник штабу Управління військ НКВС з охорони тилу Окремої Приморської армії та 4-го Українського фронту.
З січня 1946 року — заступник начальника штабу Управління прикордонних військ НКВС Молдавського округу. У наступні роки — на керівних посадах в прикордонних військах МВС — МГБ — КГБ. Генерал-майор з 1957 року. З травня 1960 року — начальник оперативної групи прикордонних військ КДБ при РМ СРСР у місті Алма-Аті. 25 липня 1962 року наказом КДБ при РМ СРСР № 303 звільнений у відставку через хворобу.

Могила Павла Босого

Нагороджений двома орденами Червоної Зірки (лютий 1941, грудень 1941), Вітчизняної війни 2-го ступеня (травень 1943).
Брав участь у підготовці книги «50 років на сторожі кордонів Радянської держави», автор мемуарів «Роки прикордонні. Записки ветерана». Бібліотечка журналу «Прикордонник». Москва. 1975. 96 сторінок.
Жив в Києві. Помер у 1975 році. Похований на Байковому кладовищі.